# Wörth (Schliersee)
Đảo Wörth,  là đảo ở hồ Schliersee tại Bayern.

## Địa lý
Đảo này rộng khoảng 2 mẫu vuông, có nhiều cây cối, chỗ gần bờ nhất cách bờ phía Tây khoảng 200 m.

## Sử dụng
Trên đảo có một quán ăn cũng như một nhà chứa thuyền. Quán ăn với tên là Wirtshaus im See có thể đi ra bằng thuyền công cộng hay tàu taxi.

## Chú thích

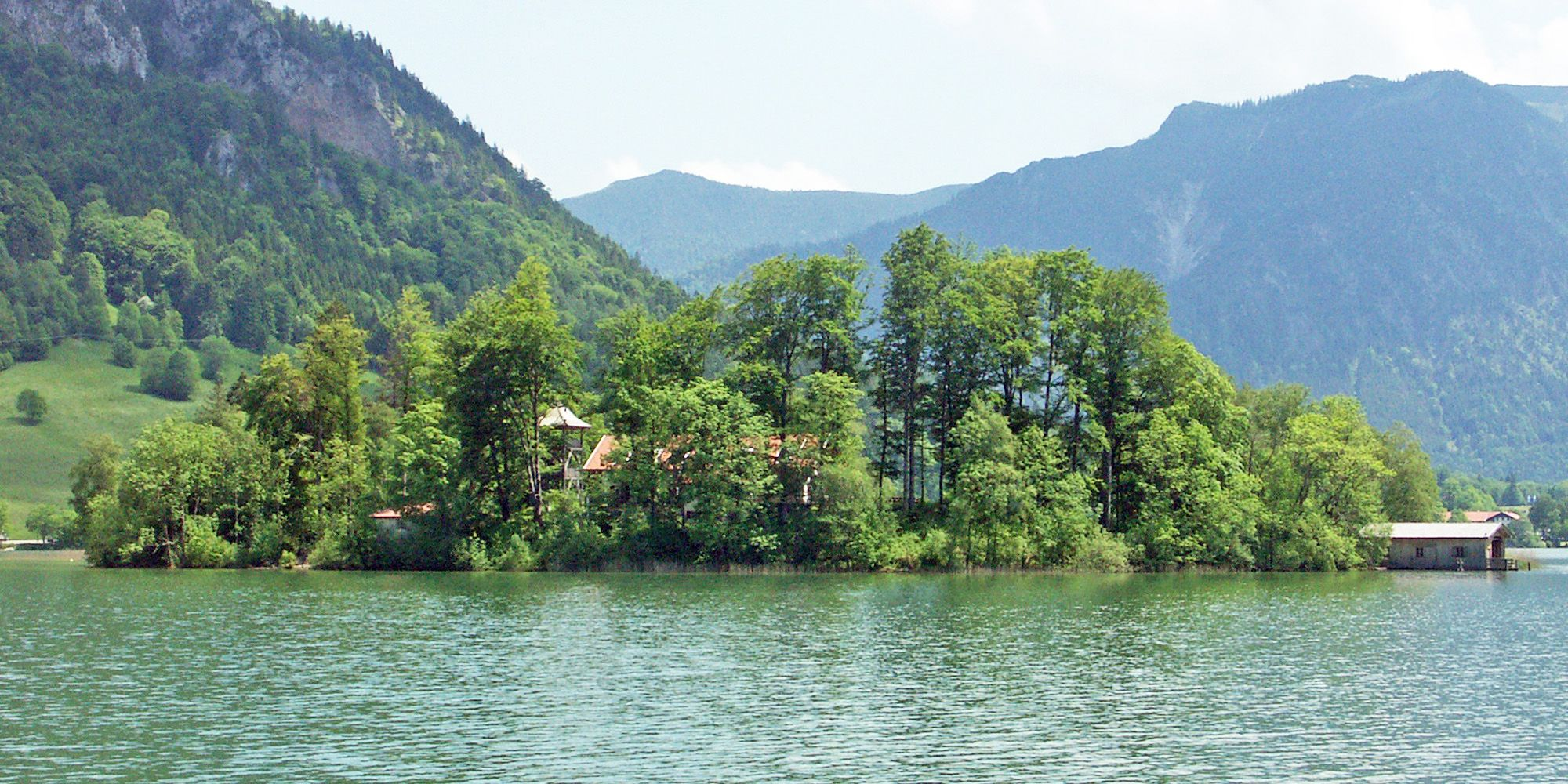
Đảo Wörth ở Schliersee nhìn từ phía Tây Bắc